# Chironomus
Chironomus es un género de mosquitas de la familia Chironomidae. Contiene varias especies crípticas que solo los expertos pueden diferenciar en base a las caracterísiticas de sus cromosomas gigantes. Hay más de 600 especies de distribución mundial.
Miden 5-13 mm, son las quironómidas más grandes. Las larvas son de color rojo. Las larvas de varias especies habitan las regiones profundas bajo el agua, que puede ser pobre en oxígeno. Pueden llegar a ser numerosas en tales lugares. Usan una combinación de proteínas tipo hemoglobina y movimientos ondulatorios para obtener oxígeno.

## Galería

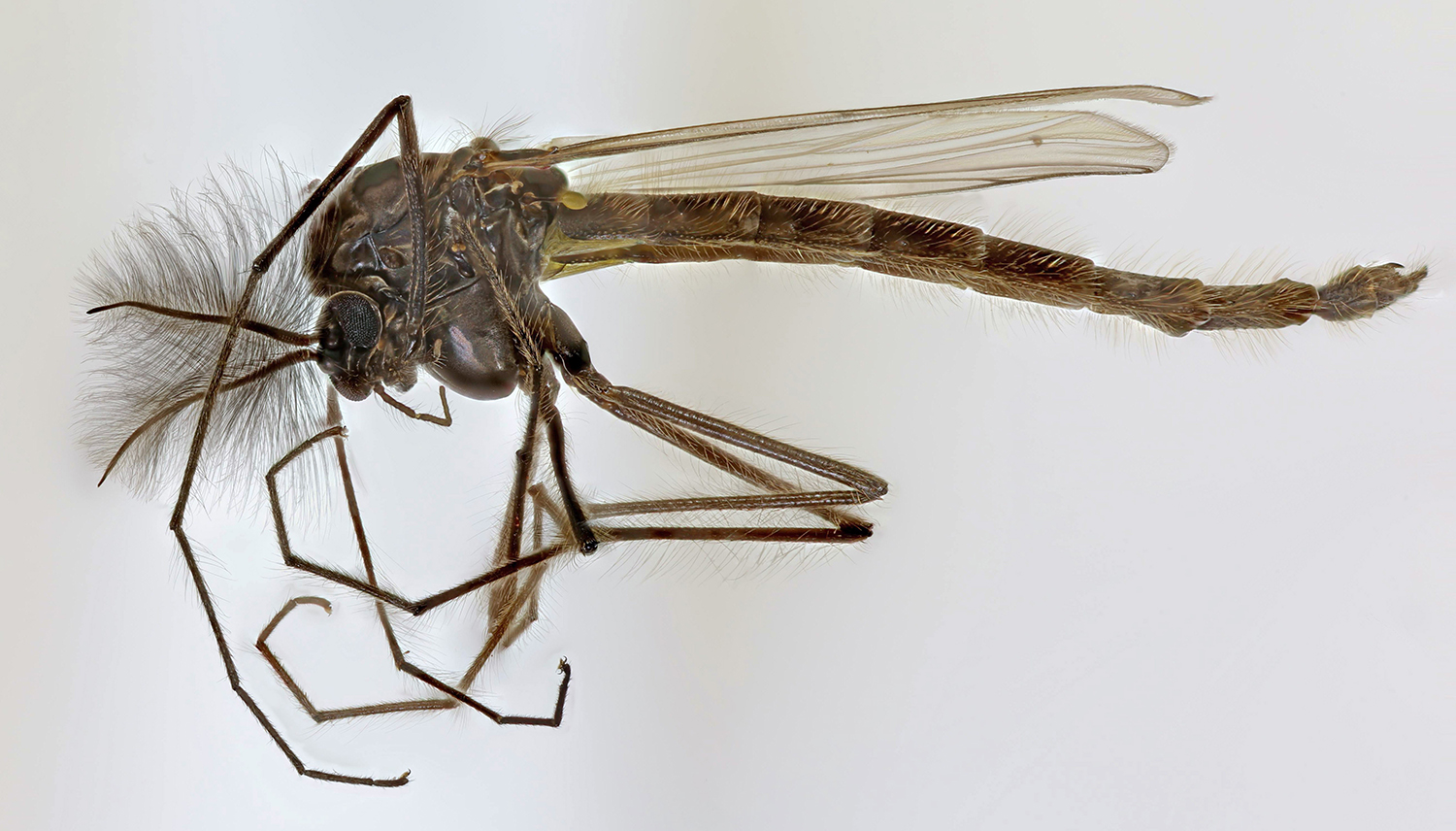
Chironomus anthracinus
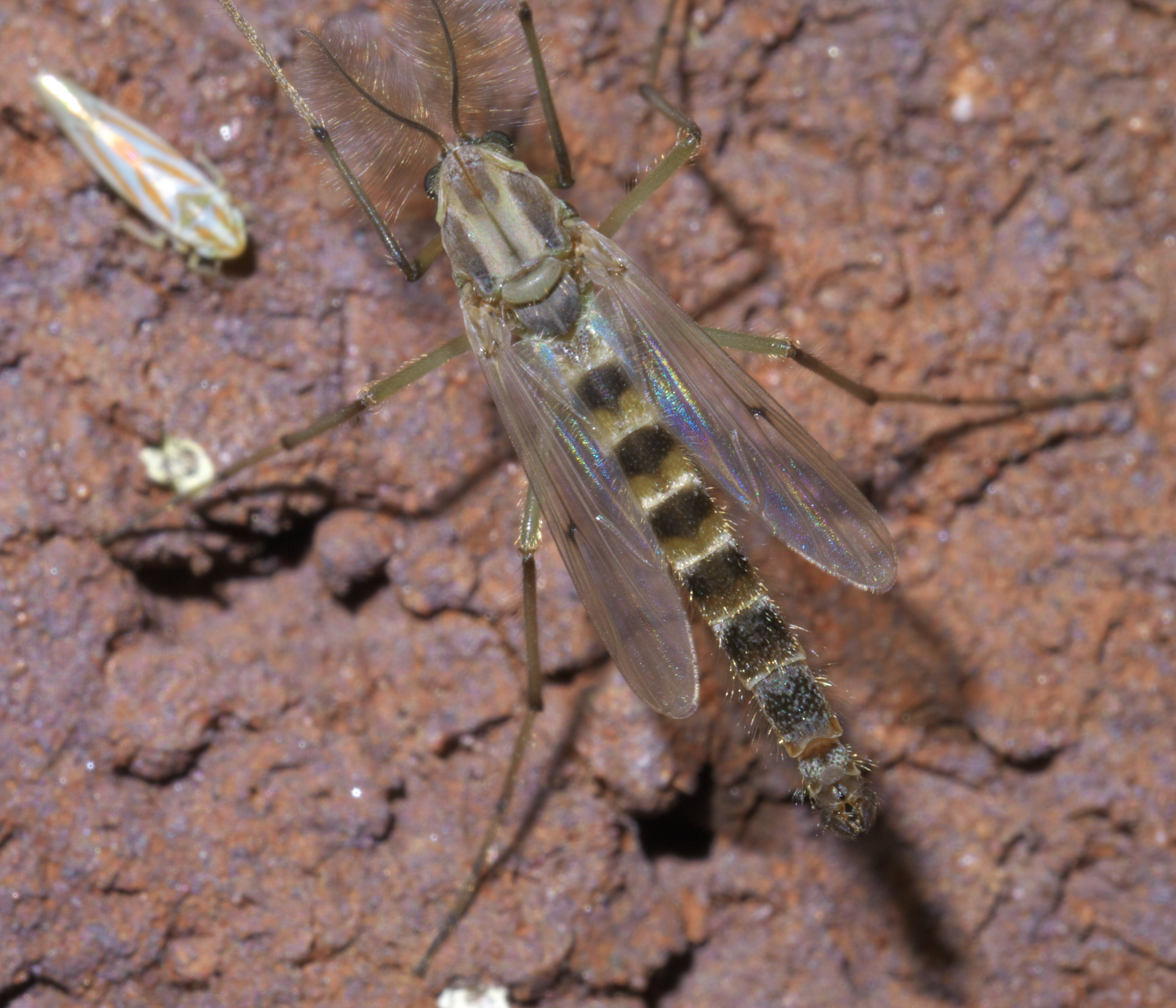
Chironomus crassicaudatus
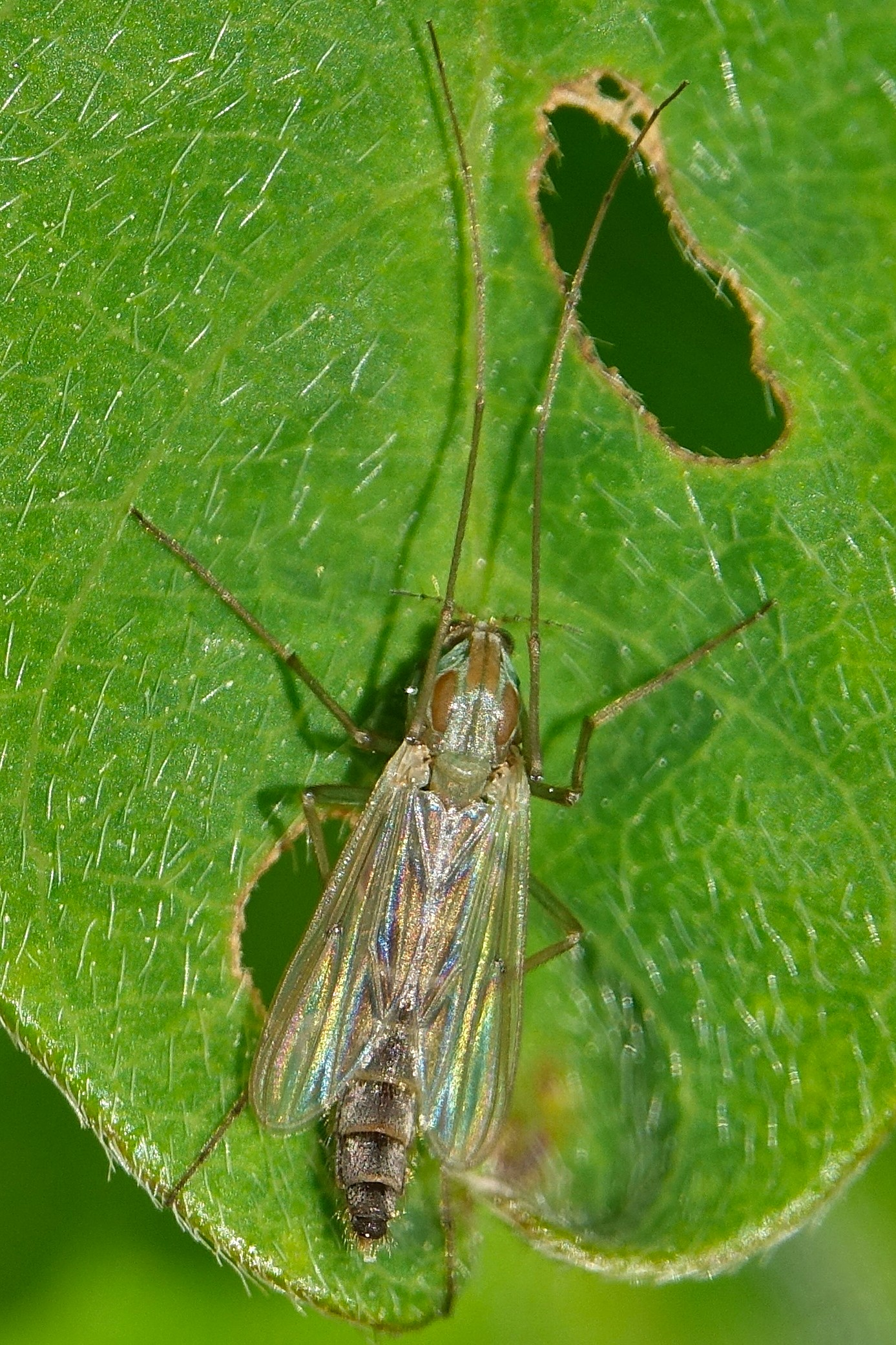
Chironomus yoshimatsui
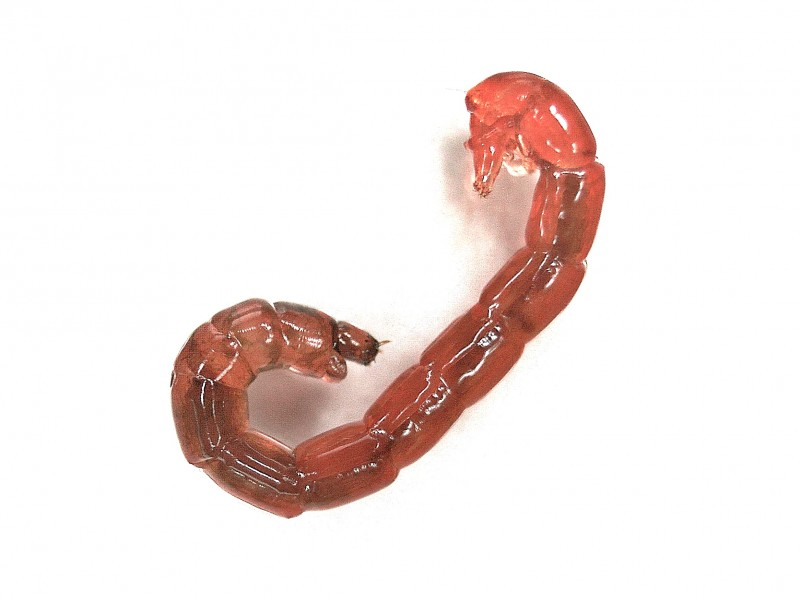
Chironomus sp. larva